# Medal jubileuszowy „30 lat Armii Radzieckiej i Floty”
Medal jubileuszowy „30 lat Armii Radzieckiej i Floty” (ros. Юбилейная медаль "30 лет Советской Армии и Флота") – radziecki jubileuszowy medal wojskowy.
Medal został ustanowiony dekretem Rady Najwyższej ZSRR z 22 lutego 1948 roku, dekretem z 5 lutego 1951 roku zmieniono jego statut.

## Zasady nadawania
Medal został ustanowiony dla wyróżnienia żołnierzy Armii Radzieckiej, Wojenno-Morskiej Floty ZSRR, Ministerstwa Spraw Wewnętrznych i Ministerstwa Bezpieczeństwa Państwowego.
Medal był nadawany wszystkim generałom, oficerom, podoficerom, żołnierzom i marynarzom, którzy służyli w dniu 23 lutego 1948 roku w jednostkach podległych Ministerstwu Obrony ZSRR, Ministerstwu Spraw Wewnętrznych i Ministerstwu Bezpieczeństwa Państwowego.
Łącznie nadano ponad 3 700 tys. medali.

## Opis odznaki
Odznakę stanowi okrągły krążek wykonany ze mosiądzu o średnicy 32 mm. Na awersie znajduje się popiersie Stalina i Lenina, pod nimi napis XXXery XX. Na rewersie  wzdłuż okręgu napis В ОЗНАМЕНОВАНИЕ ТРИДЦАТОЙ ГОДОВЩИНЫ (pol. Dla uczczenia trzydziestej rocznicy), w środku napis СОВЕТСКОЙ АРМИИ И ФЛОТА (pol. „Radzieckiej Armii i Marynarki Wojennej”) a pod nim data 1918 – 1948, poniżej pięcioramienna gwiazda.
Medal zawieszony był na pięciokątnej blaszce obciągniętej wstążką koloru szarego, w środku czerwony pasek o szerokości 8 mm, po bokach czerwone paski o szerokości 2 mm.